# DeObia Oparei
DeObia Oparei ofwel Deobia Oparei (Londen, 7 december 1971) is een Brits acteur.
Oparei is geboren in Londen en heeft ouders van Nigeriaanse afkomst. Hij begon zijn carrière bij diverse Britse theatergezelschappen en maakte zijn filmdebuut met Alien³. Hij acteerde ook in diverse televisieproducties waarvan de meeste met een gastrol. In televisieseries met een terugkerende rol is hij het meest bekend met het vijfde en zesde seizoen van Game of Thrones als Areo Hotah.

## Filmografie

### Film
- 1992: Alien³ als Arthur
- 1998: Dark City als Treinpassagier
- 2001: Moulin Rouge! als Le Chocolat
- 2002: Dirty Pretty Things als Mini Cab Driver
- 2002: The Four Feathers als Idris-Es-Saier
- 2003: The Foreigner als The Stranger
- 2004: Thunderbirds als Mullion
- 2005: 7 Seconds als Spanky
- 2005: Doom als Destroyer
- 2009: Thick as Thieves als Rawls
- 2009: Green Street Hooligans 2 als Derrick Jackson
- 2010: Legacy als Roy Cloglam
- 2010: Mr. Nice als Tee Bone Taylor
- 2010: The Presence als Houthakker
- 2010: Death Race 2 als Big Bill
- 2011: Your Highness als Thundarian
- 2011: Pirates of the Caribbean: On Stranger Tides als Gunner
- 2012: Dredd als Paramedic TJ
- 2013: Tula: The Revolt als Hacha
- 2013: Little Devil als Trojan Rocks
- 2016: Independence Day: Resurgence als Dikembe Umbutu
- 2019: Dumbo als Rongo
- 2021: Wrath of Man als Brad

### Televisie
- 1990: Desmond's als Willy (gastrol)
- 1990: Blood Rights
- 1990: Medics als King (gastrol)
- 1992: Between the Lines als Ruby (gastrol)
- 1993: Gallowglass als Neville (gastrol)
- 1993: Minder als Winston (gastrol)
- 1997: Doom Runners als Doom Trooper Supervisor (televisiefilm)
- 1998: Wildside als Bernice (gastrol)
- 1998: Trial and Retribution als DC Palmer
- 2002: Holby City als Dave Whellan (gastrol)
- 2006: Answered by Fire als Victor (televisiefilm)
- 2008: Depth Charge als Gerard (televisiefilm)
- 2014: One Child als Joseph Ojo
- 2015: Proof als Mr. Oumandi
- 2015-2016: Game of Thrones als Areo Hotah
- 2017: Emerald City als Sullivan (gastrol)
- 2017: Santa Clarita Diet als Loki Hayes
- 2017: The Orville als Captian Vorak (gastrol)
- 2019: Sex Education als Mr. Effoing
- 2021: Loki als opschepperige Loki

### Computerspel
- 2018: World of Warcraft: Battle for Azeroth  (stem)